# Sojuz TM-34
Sojuz TM-34 (Союз ТМ-34) – rosyjska załogowa misja kosmiczna, stanowiąca lot pasażerski na pokład Międzynarodowej Stacji Kosmicznej. Był to ostatni lot kapsuły Sojuz w wersji Sojuz-TM. Na pokładzie znajdowali się: rosyjski kosmonauta Jurij Gidzenko (dowódca), astronauta ESA – Włoch Roberto Vittori (inżynier pokładowy) oraz turysta z RPA, milioner Mark Shuttleworth. Wszyscy trzej przebywali na pokładzie stacji przez osiem dni. Shuttleworth wykonał przez ten czas kilka eksperymentów biologicznych.

## Ciekawostki
źródło
- W RPA start transmitowały trzy stacje telewizyjne.
- W wielu szkołach przerwano zajęcia, by wydarzenie obejrzeli uczniowie.
- Były prezydent Nelson Mandela wyraził dumę z osiągnięcia krajana i życzył mu powodzenia.
- Aktualny prezydent Thabo Mbeki nazwał go „pionierem kontynentu”.
- Rodzina „turysty” była obecna w czasie startu na kosmodromie w Bajkonurze.

## Uwaga
Po raz pierwszy NASA oficjalnie pozwoliła na lot i pobyt „turysty” na ISS.